# Nashorn
Nashorn (germană: rinocerul), denumit inițial Hornisse (germană: viespea) a fost un vânător de tancuri fabricat de Germania nazistă și utilizat în timpul celui de-al Doilea Război Mondial. Proiectat ca soluție provizorie, vehiculul era dotat cu un tun antitanc puternic de calibru 8,8 cm PaK 43. Deși ușor blindat și cu o siluetă înaltă, autotunul a fost utilizat până la sfârșitul războiului, fiind folosit cu succes ca vânător de tancuri.